# The Muppet Show: Sex and Violence
The Muppet Show: Sex and Violence war einer von zwei Pilotfilmen für die spätere Fernsehserie Die Muppet Show. Jim Henson produzierte den Film im Dezember 1974 für den amerikanischen Fernsehsender ABC. Der Film wurde am 19. März 1975 in der ABC ausgestrahlt, der Sender selbst wollte allerdings keine Serie zu den Muppets produzieren. Der zweite Pilotfilm The Muppet Valentine Special erschien bereits 1974, erinnert inhaltlich aber weit weniger an die spätere Muppet Show als Sex and Violence.

## Inhalt
Der Inhalt des Films erinnert bereits an späteren Folgen der Muppet-Show: es ist ein schneller Ablauf verschiedener Szenen, in denen Puppen vorkommen. Charaktere, die später auch in der Muppet-Show eine Rolle spielten, waren Sam, der amerikanische Adler, Sgt. Floyd Pepper, Der dänische Koch, Statler und Waldorf (damals noch in Clubsesseln und nicht in einer Theaterloge), eine Vorform von Miss Piggy hat ihre erste Sprechrolle in einer Planet-der-Affen-Parodie Beneath the Planet of the Pigs, und Kermit der Frosch ist kurz zu sehen. Gastgeber ist nicht Kermit, sondern „Nigel“, der optisch an den späteren Muppet-Charakter Scooter erinnert, aber dessen Verhalten eher einem ruhigeren Kermit entspricht. Der Kunstkritiker Christopher Finch beschrieb Nigel kurz als Waschlappen, dem jede Courage und jedes Charisma fehlt. Jim Henson hielt die Erfindung von Nigel für einen Fehler, kurz nachdem die Show aufgezeichnet worden war. In der späteren Muppet-Show ist Nigel der Dirigent des Orchesters.
Einzigartig in der Show ist ein Wrestler mit dem Namen „The San Francisco Earthquake.“ Die gelegentlich vorhandene Rahmenhandlung ist eine Show über Die Sieben Todsünden, die die Muppets vorbereiten sollen, aber es nie wirklich machen. Viele der Puppen, die später zentral für die Muppet-Show werden würden (Kermit, Miss Piggy, Gonzo, Fozzie Bär), sind zwar bereits bei Sex and Violence vorhanden, haben jedoch entweder nur sehr kurze Sprechrollen, oder stehen nur im Hintergrund. Die Figuren, die für Sex and Violence zentral sind, spielen hingegen in der Muppet-Show nur eine Nebenrolle. Während viele der Puppen bereits zum Repertoire Hensons gehörten, wurden  Statler und Waldorf sowie die Band von Sgt. Floyd Pepper speziell für Sex and Violence geschaffen.
Die Show enthält dabei Anspielungen auf die Geschichte der Puppen. Der Hund Rolf, zu der Zeit schon seit einigen Jahren als Puppe in Werbespots zu sehen, beklagt seinen Popularitätsverlust, während Ernie und Bert eng umschlungen tanzen. Zu Beginn der Show ertönt ein Gong und es erscheint der Schriftzug „Sex and Violence“ (Sex und Gewalt) bevor ein Sprecher „das Ende von Sex und Gewalt im Fernsehen“ ankündigt. Danach erscheint eine irr kichernde Puppe (Crazy Harry), die den Schriftzug in die Luft sprengt.
Die Show spielt bereits in einem Vaudeville-Theater, in dem auch die spätere Muppet-Show ihre Handlung finden wird. Allerdings kam im Gegensatz zur späteren Muppet-Show kein Gaststar vor, und auch Kermit ist weit davon entfernt eine zentrale Rolle einzunehmen.

## Produktion
Henson war in den 1970ern bereits seit einigen Jahrzehnten mit verschiedenen Puppen und Muppets im Fernsehen aufgetreten. Der mit Abstand größte Erfolg, den er erzielt hatte, war die seit 1969 laufende und für Kinder gedachte Sesamstraße. Henson, der seine Karriere eigentlich mit bissig-ironischen Stücken im Spätabendprogramm begonnen und die größten Erfolge vor der Muppet Show mit Stücken in der Ed Sullivan Show hatte, wollte vermeiden, dass die Muppets rein als Kinderunterhaltung gesehen würden und konzipierte eine Muppet-Sendung, die sich explizit an Erwachsene wandte.
Bereits seit 1960 entwarf Henson Konzepte für eine Art Variete-Show mit Puppen, die das Leben vor und hinter den Kulissen porträtiert, und versuchte seit 1968 gezielter das Konzept an Fernsehsender zu verkaufen. Diese lehnten ab, und Henson versuchte mit The Muppets Valentine Show mit Puppen und mit der Schauspielerin Mia Farrow eine Konzeptänderung als Feiertags-Special. Die Sendung war erfolgreich genug, dass Henson einen zweiten Pilotfilm produzieren konnte, der wieder wesentlich näher an seinen Ursprungsideen lag. Der Pilotfilm führte nicht dazu, dass die großen amerikanischen Fernsehsender die Show übernahmen. Zu ungewiss erschien es ihnen, ob sich das vermutete Kinderformat Puppenspiel als Abendprogramm eignete. Allerdings konnte Henson die Idee an Lew Grade und dessen britische Elstree Studios verkaufen, die Henson darüber hinaus auch noch komplette künstlerische Freiheit ließen.